# Американцы азиатского происхождения

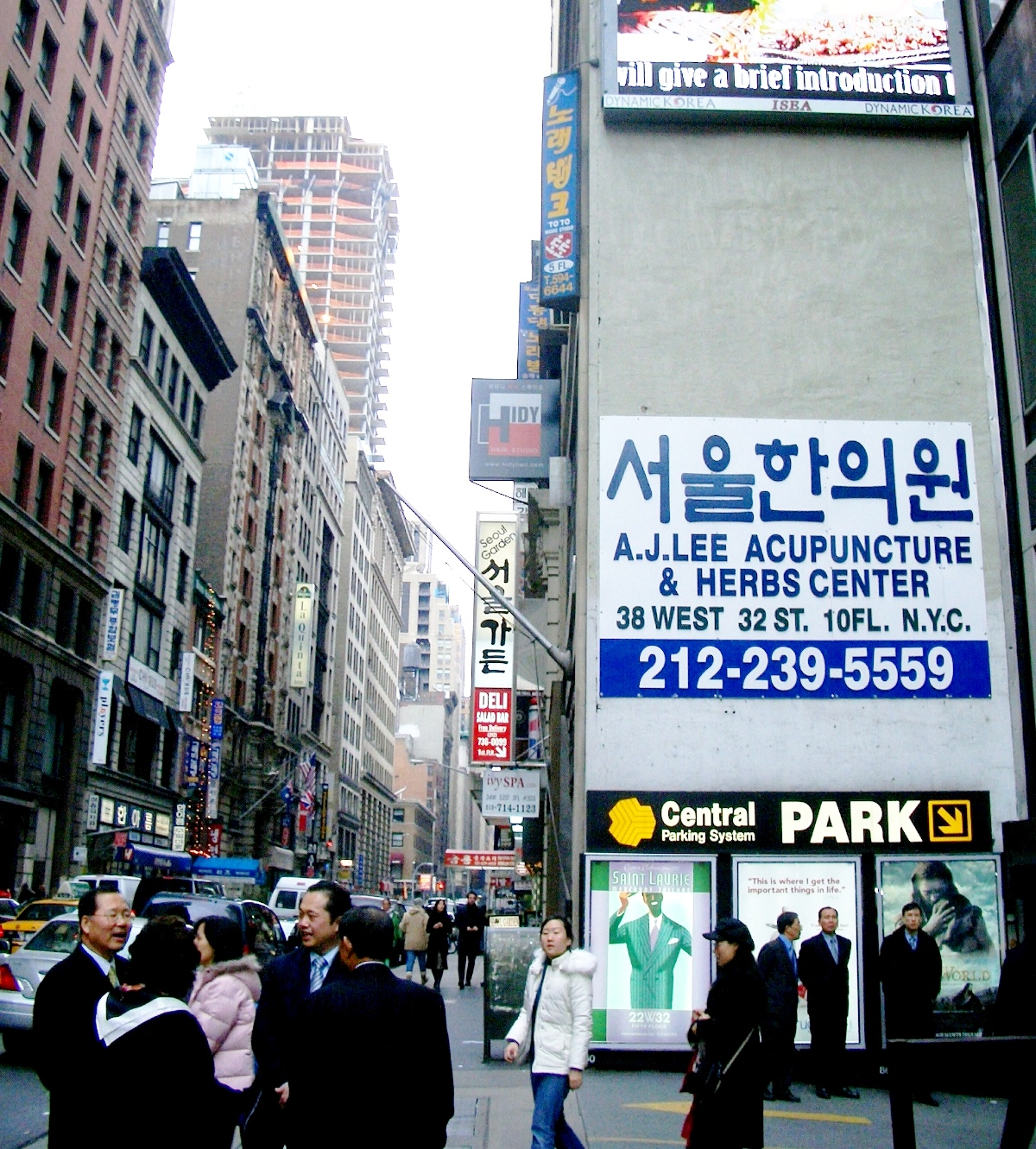
Нью-Йорк — один из районов с наибольшей численностью корейцев

Американцы азиатского происхождения (англ. Asian American) — жители США (не испаноязычные), идентифицирующие себя с происхождением от любого из коренных народов Дальнего Востока, Юго-Восточной Азии или Индийского субконтинента (включая, например, Камбоджу, Китай, Японию, Корею, Малайзию, Пакистан, Филиппинские острова, Таиланд, Вьетнам и др.). Является обобщающим термином, официально используемым Бюро переписи населения США, Бюро по вопросам управления бюджетом и остальными правительственными организациями для обозначения граждан США или проживающих в стране иностранцев. Выражение «американцы азиатского происхождения» вошло в английский язык США после того, как в официальных кругах страны стало преобладать мнение о некорректности названия восточные люди (англ. Oriental). Распространено также являющееся нейтральным обозначение «азиаты» (Asian).

## История
Впервые выходцы из Азии появились на территории сегодняшних США в 1763 году, сразу по окончании Семилетней войны. Ими стали бежавшие с испанских кораблей из-за тяжёлых условий службы филиппинцы, обосновавшиеся в Луизиане. Поскольку, по понятным причинам, среди них были только мужчины, они стали брать в жёны каджунских и индейских девушек, со временем ассимилировавшись.

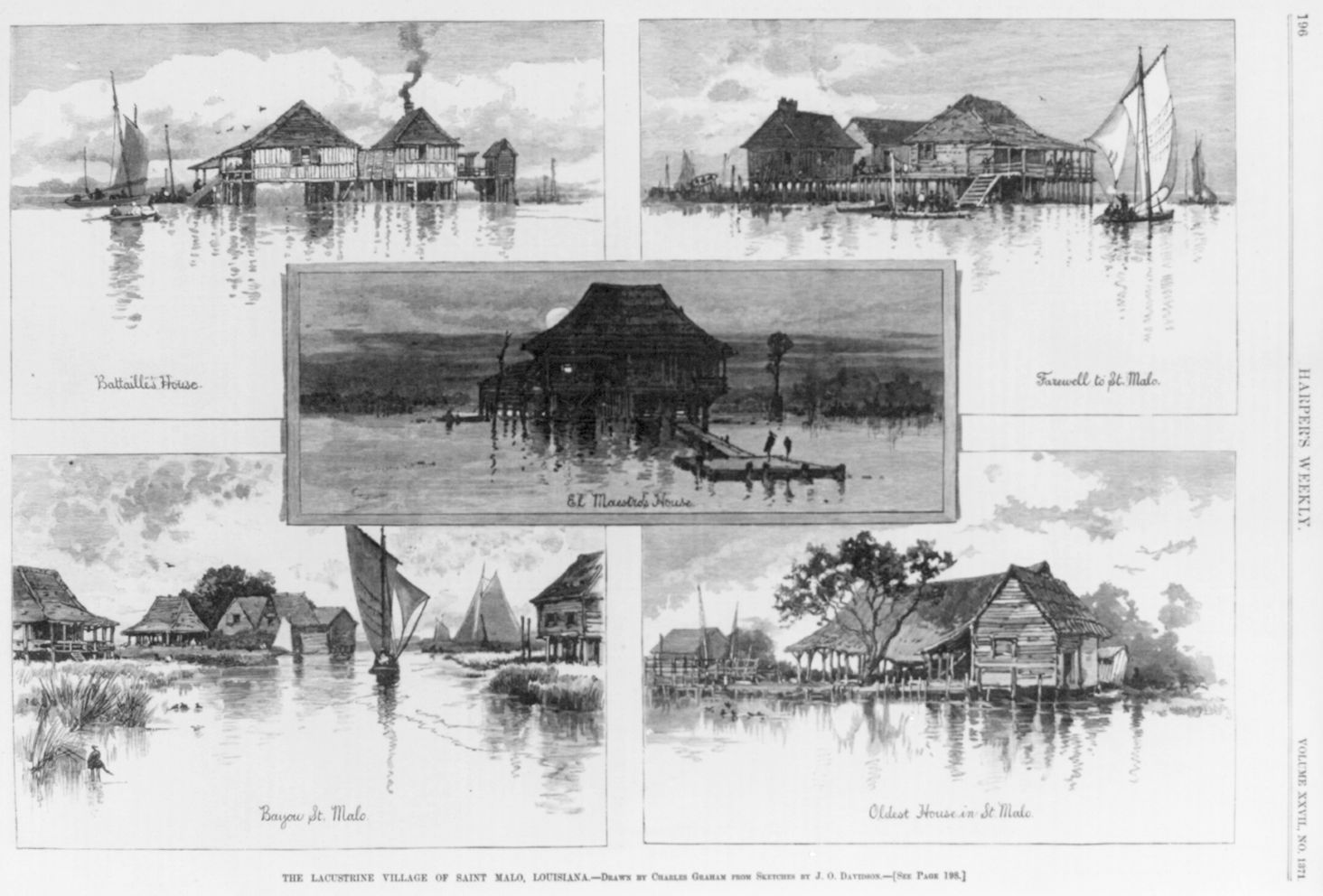
Филиппинское поселение в Луизиане, 1883 год

Первые китайские моряки появились на Гавайях в 1778 году. Часть из них осталась на островах, взяв в жёны местных жительниц. В XIX веке на Гавайи прибыло множество иммигрантов из Кореи, Японии и Китая для работы на сахарных плантациях. В настоящее время Гавайи являются единственным штатом, где жители азиатского происхождения составляют большинство.
Наплыв японских и (особенно) китайских иммигрантов в США в последней трети XIX и начале XX веков возрастал столь быстрыми темпами, что для сохранения белого большинства на Западном побережье руководство страны было вынуждено принять ряд законов, ограничивших иммиграцию из Восточной Азии.
В настоящее время указанные законы отменены как расистские, и азиаты вновь являются (в первую очередь, благодаря высоким темпам иммиграции) самой быстрорастущей демографической группой в США.

## Демография

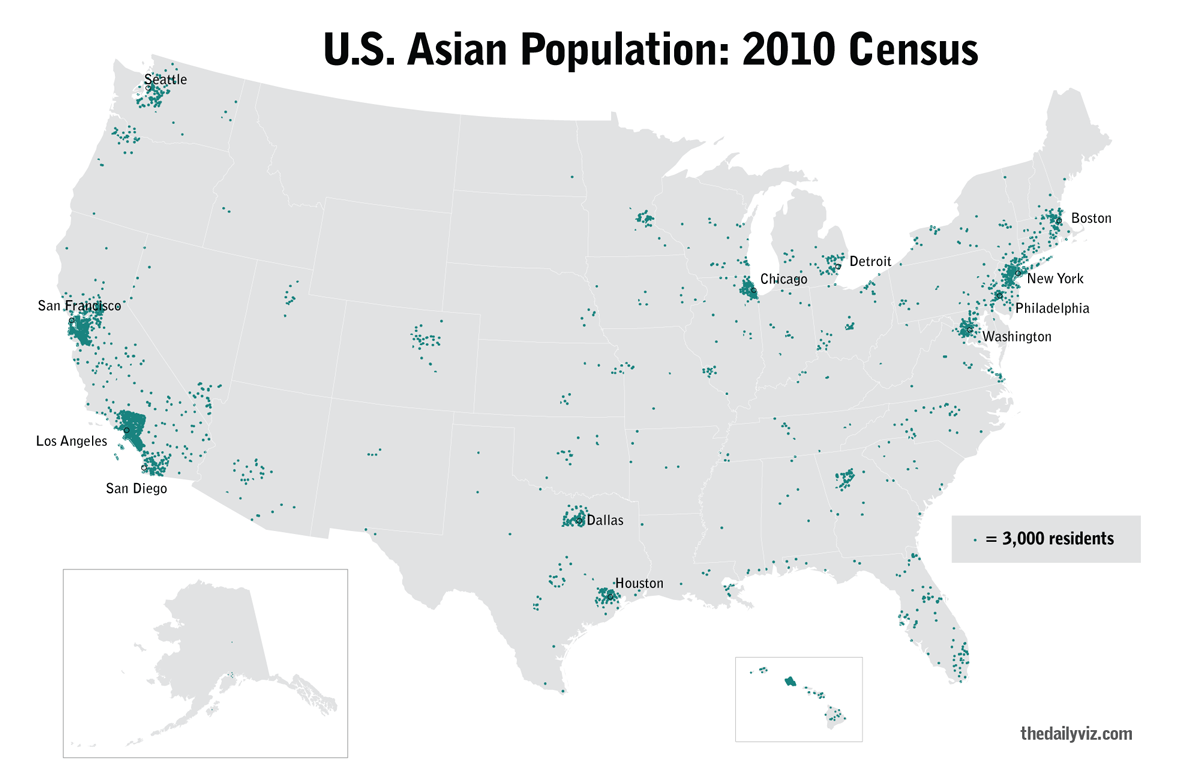
Расселение азиатов в США

По данным переписи 2010 года, американцы азиатского происхождения составляли 5,6 % населения США. Крупнейшими национальными группами среди них были китайцы (22 % от общей численности лиц азиатского происхождения), филиппинцы (20 %), индийцы (18 %), вьетнамцы (10 %), корейцы (9 %) и японцы (7 %). За 30 лет (с 1980 по 2010 годы) численность азиатов в США возросла в 5 раз (с 3,5 млн до 17,3 млн.).
Большая часть азиатской общины США проживает на Западном побережье, при этом более половины всех азиатов живёт в штате Калифорния. Так же большие азиатские общины имеются на Северо-Востоке. Крупнейшие районы расселения азиатов — Лос-Анджелесская и Нью-Йоркская агломерации, а также область залива Сан-Франциско. Большие общины имеются также в Чикаго, Атланте, Хьюстоне и Далласе. Единственный штат с азиатским большинством — Гавайи.

## Культура и религия

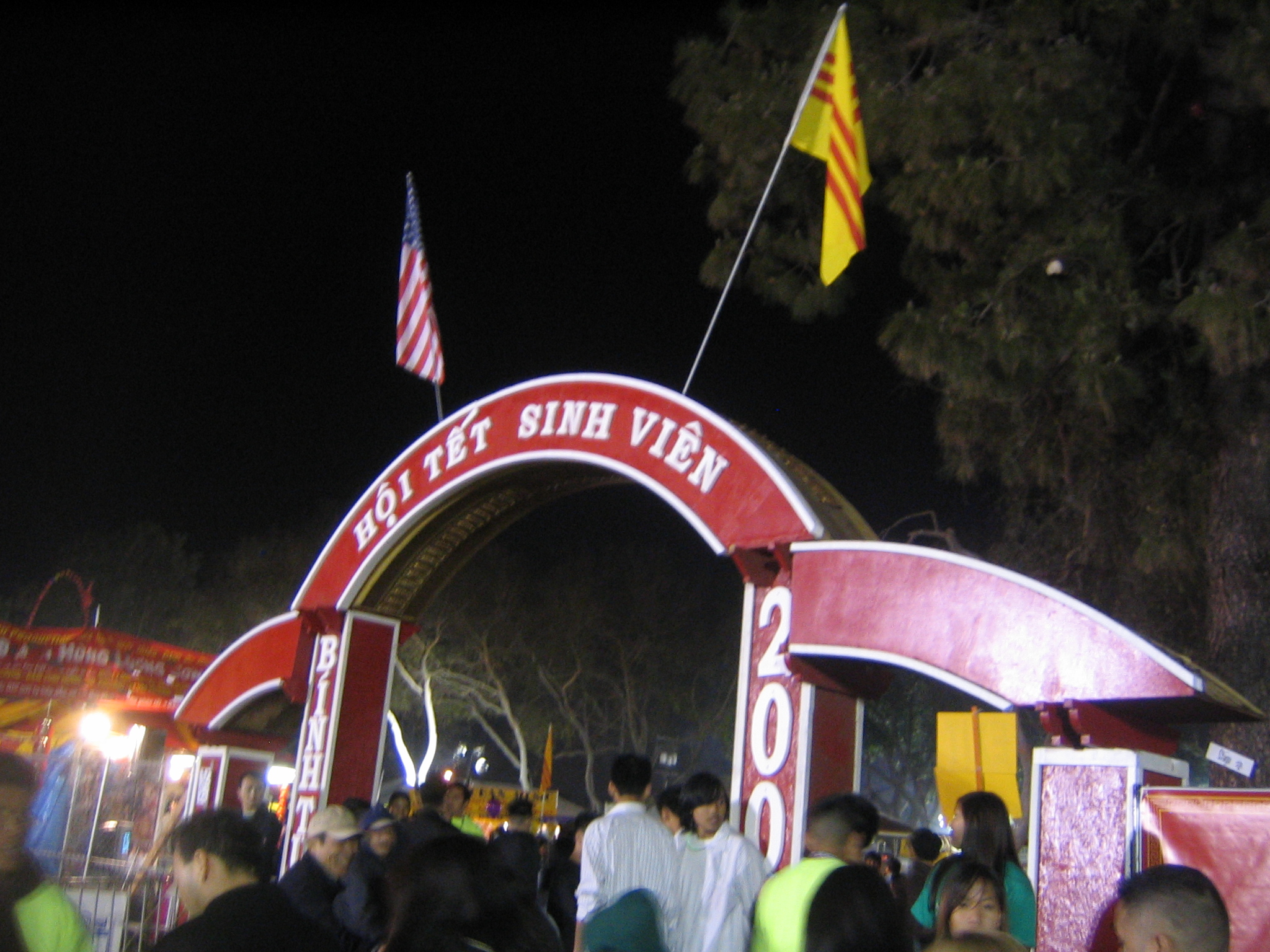
Американские вьетнамцы празднуют Тет, Маленький Сайгон, Калифорния, округ Ориндж

В отличие от иммигрантов с Ближнего Востока и Северной Африки, сохраняющих верность исламу даже в поколениях, рождённых уже в США, американцы азиатского происхождения, как правило, либо переходят в христианство (около 40 %) либо становятся атеистами (30 %, наивысший показатель среди всех общин США). Впрочем, эта тенденция слабо затрагивает выходцев из мусульманских стран и регионов — они, в большинстве случаев, остаются мусульманами (около 8 % от общей численности).
Иммигрантам из Азии свойственна сильная тяга к жизни в мононациональных кварталах (чайнатауны и т. п.), сохранение родных языков в повседневном общении даже после десятилетий жизни в США, заключение браков внутри национальных общин. Около 2,8 млн американцев говорят дома на различных диалектах китайского языка — это второй в США показатель для неанглийского языка после испанского.[источник не указан 2921 день]

## Социально-экономическое положение
Существует устойчивый стереотип («Идеальное меньшинство», англ. Model minority), согласно которому американцы азиатского происхождения являются наиболее успешной в социально-экономическом плане группой населения США. В некотором смысле это действительно так — данная община по состоянию на 2012 год обладает наивысшим среди всех демографических групп страны (включая белых американцев) уровнем образования, а также получает самый высокий среднедушевой доход в год. Тем не менее, при более внимательном рассмотрении выясняется, что эти показатели достигнуты за счёт японской, корейской и (частично) китайской диаспор.